# Дідушицький Тадеуш
Тадеуш Петро граф Дідушицький (пол. Tadeusz Piotr hr. Dzieduszycki; 27 вересня 1841, с. Неслихів, Золочівський округ, Королівство Галичини та Володимирії, Австрійська імперія — 5 серпня 1918, м. Львів, Королівство Галичини та Володимирії, Австро-Угорщина) — польський граф українського походження, політичний діяч.

## Біографія
Тадеуш належав до роду Дідушицьких, які вели його від руських бояр Дідушичів. Згідно з генеалогічною легендою, походили від князя Василька — брата короля Данила I та з XV століття осіли в околицях Стрия.
Народився у родовому маєтку в с. Неслихів, Золочівського округу, Королівства Галичини і Лодомерії, Австрійської імперії. Цей маєток перейшов від Антоніни Громницької, яка одружилася у 1811 році з Анджеєм Северином Дідушицьким (1756—1831). Ця пара збудувала в с. Неслихів невеликий двір, який став потім садибою їх єдиного сина Казимира Дідушицького з дружиною Розою Матковською — батьків Тадеуша. Він був наймолодшим з трьох синів у родині.
В молодому віці був ув'язнений австрійцями за активну підтримку Січневого повстання 1863 року.
Закінчив юридичну школу. Займав посаду губернатора Заліщицького округу у 1879 році, працював у Міністерстві внутрішніх справ у Відні, Депутат Галицького сейму IV і V каденцій (1877—1889).
У 1879 році одружився з дочкою Володимира Дідушицького
Анною. Далекі родинні зв'язки та належність до одного роду робило Тадеуша основним спадкоємцем (ординатом) свого тестя, оскільки тільки він гарантував збереження прізвища засновника в наступному поколінні.
У 1881 році, після передчасної смерті брата Станіслава (1837—1881) Тадеуш покинув урядову кар'єру і повернувся з Відня, щоб оселитися в родовому маєтку у с. Неслихів. Повну власність над маєтком отримав лише по смерті батька у 1885 році та оплати дітям брата.
Незважаючи на постійні протиріччя та суперечки з батьками дружини, після смерті у 1899 році Володимира Дідушицького отримав титул ордината. Даний титул не надавав ніяких привілеїв, але в середовищі аристократії мав престижне значення і підтримував славу прізвища. Фактично Тадеуш був в певному сенсі лише адміністратором ординських маєтків, тому він без ентузіазму сприймав своє нове становище і вважав його як кривду для його родини.
Тадеуш і Анна виховали семеро дітей: три дочки (Роза, Клементина, Марія Грабінська) і чотири сини (Павло, Володимир, Станіслав і Казимир).
У 1907 році внаслідок хвороби Тадеуша частково паралізувало і пересувався лише за допомогою інвалідного візка.
З початком першої світової війни у 1914 році виїхав з маєтку.
Помер Тадеуш Дідушицький 5 серпня 1918 року у Львові.